# Yang Younhee
Yang Younhee (koreanisch 양윤희) (* 10. Juli 1977 in Seoul) ist eine südkoreanische Künstlerin.

## Leben und Werk

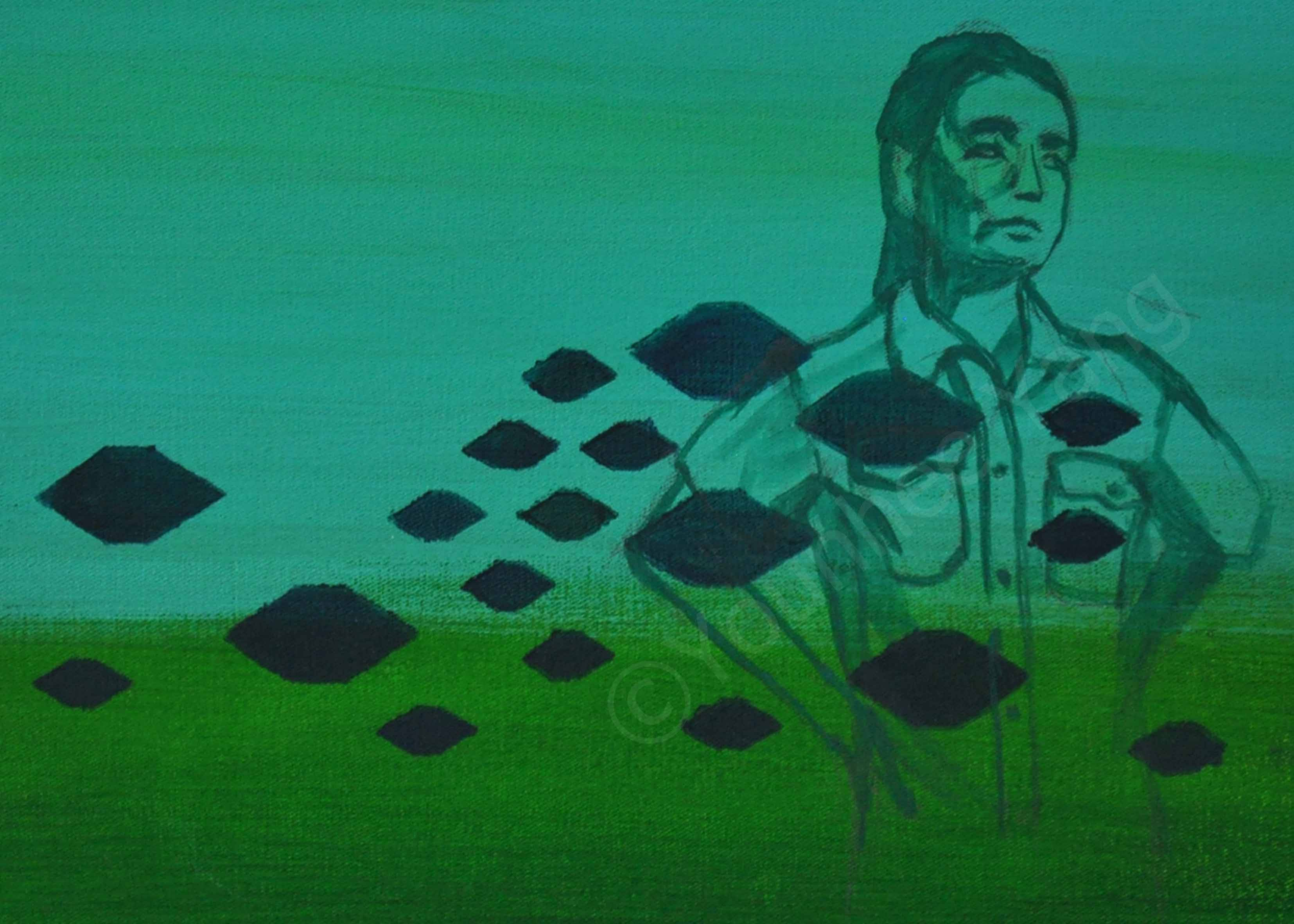
“Working Woman”, Borderless - Grenzenlos I Gouache on Canvas, 30 × 40 cm, 2008, Yang Younhee

Yang Younhee erhielt einen Bachelor of Fine Arts in Malerei im Jahre 2005 von der Parsons School of Design in New York, USA. Im Jahre 1998 studierte sie orientalische Malerei an der Dankook University (단국대학교) in Cheonan, Südkorea. Ihr künstlerisches Schaffen besteht aus Malerei, Installationskunst, Skulptur und Videokunst.
Yangs Werk wurde international in Deutschland, Österreich, Südkorea, Kanada und in den USA ausgestellt. Unter den Galerien und Museen, die ihre Arbeiten zeigten, sind unter anderen das Korean Broadcasting and Advertisement Museum in Seoul, die „Gong Art Space“-Galerie in Seoul, und die „DadaPost“-Galerie in Berlin. Ihre Kunst wurde auch in Publikationen veröffentlicht. Im Jahre 2012 erschien die dreisprachige Buchpublikation Silent Pictures, The paintings of Yang YounHee über Yangs Werk.
Im Jahre 2009 gründete Yang das Kunstatelier Younhee Yang in Berlin-Mitte. Zwischen 2012 und 2018 befand sich das Atelier in Berlin-Charlottenburg. Seit 2018 befindet sich das Kunstatelier YounHee Yang, Berlin am Anton-Saefkow-Platz in Berlin in den Räumen der AM Galerie. Die Künstlerin unterstützt mit ihrer Kunst internationale soziale Projekte.
Yang lebt in Berlin und in Seoul, Südkorea.

## Ausstellungen (Auswahl)

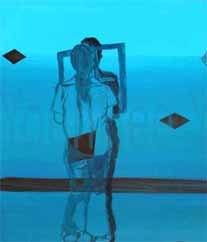
„Mirror“, Gouache auf Leinwand, 2008, Younhee Yang

- 2016: Sprudelwasser{Reflection}, 2016, AMgallery, Berlin[13]
- 2014: Silent Pictures II, 2014, DadaPost Galerie, Berlin[14]
- 2013: Photo Op: Photo Opportunity: The Ubiquity of Photography, 2013, DadaPost Galerie, Berlin[15]
- 2012: Gasteig Open Video, 2012, Gasteig, München[16]
- 2012: Silent Pictures, 2012, DadaPost Galerie, Berlin[17]
- 2012: Bilder, Briefe, Noten LXXVI, 2012, Autorengalerie 1, München[18]
- 2012: Bilder, Briefe, Noten LXXIV, 2012, Autorengalerie 1, München
- 2011: Gasteig Open Video, 2011, Gasteig, München[19]
- 2011: Imaginative fairytale, 2011, Gong Art Space Galerie, Seoul, Südkorea
- 2010: Gasteig Open Video, 2010, Gasteig, München[20]
- 2010: 14th Art Exhibition: Unification of Korea, Korean Broadcasting and Advertisement Museum, Seoul, Südkorea
- 2010: Youth Cult, DadaPost Galerie, Berlin
- 2010: Scope Miami, Miami, Florida, USA
- 2010: Mit den Augen der Anderen, Galerie Magnificat, Berlin[21]
- 2009: Rise & Fall, USA[2]
- 2009: Personally Political – Contemporary Sensation, Kunsthaus Tacheles, Berlin[22]
- 2008: Imagination and Reality, International Academy for Fine Arts Salzburg, Hallein, Austria
- 2005: Threaded, Anna-Maria and Stephen Kellen Gallery, Parsons, New York City, NY, USA
- 2004: Obsession, Arnold and Sheila Aronson Gallery, Parsons, New York City, NY, USA